# 2002 في بولندا
فيما يلي قوائم الأحداث التي وقعت خلال عام 2002 في بولندا.

## سياسة

### تعيين في المنصب
- 18 نوفمبر – ليخ كاتشينسكي عمدة وارسو [الإنجليزية]‏.

## أفلام
من الأفلام التي صدرت هذه السنة في بولندا:
- 24 مايو – عازف البيانو من إخراج رومان بولانسكي.

## برامج ومسلسلات وأنمي
- المشعوذ

## وفيات

### مارس
- 4 مارس – مارجاريته نويمان (مواليد 1917) مؤلفة ألمانية.
- 27 مارس – بيلي وايلدر (مواليد 1906)